# Dolnośląska Sieć Szerokopasmowa
Dolnośląska Sieć Szerokopasmowa (DSS) – regionalna sieć szerokopasmowa województwa dolnośląskiego. Sieć światłowodowa o charakterze szkieletowo-dystrybucyjnym, wybudowana w ramach projektu „Likwidacja obszarów wykluczenia informacyjnego i budowa dolnośląskiej sieci szkieletowej”, współfinansowanego przez Unię Europejską ze środków Europejskiego Funduszu Rozwoju Regionalnego oraz z budżetu Województwa Dolnośląskiego w ramach Regionalnego Programu Operacyjnego dla Województwa Dolnośląskiego na lata 2007-2013. Celem inwestycji było zwiększenie dostępności nowoczesnych usług transmisji danych na obszarach, w których zidentyfikowano ich trwale niedostateczną podaż. 
Trasa DSS przechodzi przez tereny wszystkich (26) powiatów, 4 miast na prawach powiatów oraz ponad połowy (139) gmin województwa dolnośląskiego. Na zakres rzeczowy sieci składają się:
- 94 linie optotelekomunikacyjne, tworzące spójną topologicznie sieć, o łącznej długości ok. 1 616 km,
- 9 węzłów szkieletowych,
- 82 węzły dystrybucyjne,
- ponad 500 węzłów dostępu (pasywnych punktów styku), umożliwiających przyłączanie do DSS lokalnych sieci dostępowych,
- 2 centra zarządzania siecią.